# Nymphalis hippolyta
Nymphalis hippolyta är en fjärilsart som beskrevs av Lyman 1898. Nymphalis hippolyta ingår i släktet Nymphalis och familjen praktfjärilar. Inga underarter finns listade i Catalogue of Life.